# Nephelium melliferum
Nephelium melliferum är en kinesträdsväxtart som beskrevs av François Gagnepain. Nephelium melliferum ingår i släktet Nephelium och familjen kinesträdsväxter. Inga underarter finns listade i Catalogue of Life.